# Фёрстер, Отто-Вильгельм
Отто-Вильгельм Фёрстер (нем. Otto-Wilhelm Förster; 16 марта 1885, Ильменау — 24 июня 1966, Вальсроде) — немецкий военный деятель, генерал инженерных войск (1938), участник Первой и Второй мировой войн, кавалер Рыцарского креста Железного креста (1941).

## Биография
Поступил на военную службу в прусскую армию общегерманских войск кадетом в 1903 году, при этом попал в гвардейский инженерный батальон в Берлине. В 1911–1914 годах обучался в Прусской военной академии, в 1912 году получил звание обер-лейтенанта. 
С началом Первой мировой войны назначен адъютантом генерал-инженера 3-й армии, через несколько недель назначен командиром роты, 28 ноября 1914 года произведен в капитаны. С весны 1915 года — офицер Генштаба, награждён Железными крестами обоих классов. 
После поражения — в рейхсвере. С 1 апреля 1925 года — майор, с 1 апреля 1929 года — подполковник, 1 октября 1929 года назначен командиром 4-го (прусского) инженерного батальона в Магдебурге, с 1 февраля 1932 года — полковник. 
1 февраля 1933 года назначен инспектором инженерных войск и крепостей министерства рейхсвера, 1 октября 1934 года произведен в генерал-майоры, 1 января 1937 года — в генерал-лейтенанты. С 20 апреля 1938 года — генерал инженерных войск. 
В ноябре 1938 года назначен командующим VI армейским корпусом и одновременно был командующим VI военным округом (до мобилизации). Командовал своим корпусом в начале Второй мировой войны на Западе, затем участвовал во Французской кампании (1940). 
В войне против СССР командовал VI армейским корпусом в составе группы армий «Центр», участвовал в захвате Полоцка и в наступлении на Москву. 23 августа 1941 года награжден Рыцарским крестом Железного креста. 31 декабря 1941 года отстранён от командования и переведен в резерв фюрера. Окончательно уволен со службы 31 января 1944 года. 
После окончания войны — в советском плену, вернулся в Германию только осенью 1955 года. 